# 미츠시마 히카리
미츠시마 히카리(일본어: 満島 ひかり 마쓰시마 히카리[*], 1985년 11월 30일~)는 일본의 배우이다.

## 내력

### Folder ~ Folder5
오키나와 액터즈 스쿨 주최의 〈아무로 나미에 with SUPER MONKEY'S〉에서 우승. 무료로 1년 통학할 수 있는 권리를 얻어, 부모를 설득해 입학. 그 후, 7인조 유닛 〈Folder〉에 〈HIKARI〉 명의로 참가해, 1997년 싱글 〈파라슈터〉로 데뷔, 10만 매 이상의 히트를 기록. 동시기에 영화 《모스라 2 해저의 대결전》에도 아역으로 출연해, 이 경험이 배우를 뜻하는 계기가 되었다. 2000년에 5인조 유닛 〈폴더5〉로 개조한 후에도, 3rd 싱글 〈Believe〉가 애니메이션 《원피스》의 오프닝 테마로 기용되어 대히트했다.

### 솔로 활동 ~ 배우 활동
Folder5의 활동 중지 후, 야쿠모 가쿠엔 고등학교 재학 중이었던 2003년 9월부터 TOKYO MX의 공개 버라이어티 프로그램 《제벡 온라인》의 어시스턴트로서 본명인 〈미쓰시마 히카리〉 명의로 연예 활동을 재개. 사회·그라비아·탤런트 활동을 거쳐 현재의 배우업으로 전향했다. 이 사이, 2004년 4월에 비전 팩토리의 자회사 〈팔레트〉로, 2009년에 유마니테로 이적.
《울트라맨 먹스》로 가네코 슈스케에게 발탁되어, 주연 무대도 용의되는 등 일부에서는 주목받았지만, 오랫동안 싹이 나오지 않았다. 전환이 된 것은 소노 시온 감독의 영화 《러브 익스포저》. 당시 완전히 무명이면서 〈어느새 광기라고 부르는 영역에 달한 미츠시마의 연기에 모든 것이 압도되었다〉라고 소노 감독에게 들은 연기가 높이 평가되어, 작품의 화제성과 함께 지명도가 급상승. 이 작품으로 호치 영화상, 요코하마 영화제, 마이니치 영화 콩쿠르 등, 그 외 많은 영화 신인상을 수상, 키네마 준보상에서는 조연 여우상을 획득. 그 후에도 영화 《프라이드》, 《파편》, 《악인》, 드라마 《모테키》 등의 화제작에 출연. 폭넓게 소화하는 개성파 배우로서 단숨에 두각을 드러낸다.
2010년, 주연을 맡은 《강 바닥에서 안녕하세요》로 요코하마 영화제 주연 여우상과 엘란도르상 신인상을 수상. 2011년 7월기의 후지 TV 계열 드라마 《그래도, 살아간다》로 연속 드라마 첫 여주인공을 맡아, 연말에는 다큐멘터리의 내레이터를 2번 맡았다. 이 외, 2편의 3D 영화에도 출연. 2012년 4월에는 NHK BS 프리미엄 드라마 《개척자들》로 주연을 맡았다.

## 인물
- 할아버지가 이탈리아계 미국인이다.
- 영화 감독 이시이 유야와 약 1년의 교제 기간을 거쳐 2010년 10월 25일에 결혼[3]. 생활관이나 결혼관 차이로, 2016년 새해에 이혼했다[4][5].
- 무라야마 유이리 (친척.AKB48 팀4)

## 출연

### 영화
- 모스라 2 해저의 대결전 (1997년 12월 13일, 도호) - 우라우치 시오리 역
- 데스노트: 라스트 네임 (2006년 6월 17일/11월 3일, 워너 브라더스 영화) - 야가미 사유 역
- 에쿠스테 (2007년 2월 17일, 도에이) - 시이나 유리코 역
- 나의 여자친구와 그 남자친구(유령) Drop in Ghost (2007년 2월 24일, MIRAI) - 주연·사에키 사요 역
- 소림소녀 (2008년 4월 26일, 도호) - 다카하시 히카리 역
- 프라이드 (2009년 1월 17일, 헥사곤 픽처즈/시너지) - 미도리카와 모에 역
- 러브 익스포저 (2009년 1월 31일, 팬텀 필름) - 요코 역
- 확실히 전해 (2009년 8월 22일, 가가) - 여고생 역
- 쿠히오 대령 (2009년 10월 10일, 쇼게이트) - 아사오카 하루 역
- 달팽이 식당 (2010년 2월 6일, 도호) - 미도리 역
- 파편 (2010년 4월 3일, 픽처즈 뎁트) - 주연·키타가와 하루 역
- 강 바닥에서 안녕하세요 (2010년 5월 1일, 유로스페이스/피아) - 주연·사와코 역
- 악인 (2010년 9월 11일, 도호) - 이시바시 요시노 역
- 래빗 호러 3D (2011년 9월 17일, 팬텀 필름) - 주연·이마자토 키리코 역
- 일명 (2011년 10월 15일, 쇼치쿠) - 미호 역
- 스머글러 -너의 미래를 옮겨라- (2011년 10월 22일, 워너 브라더스 영화) - 다누마 지하루 역
- 북쪽의 카나리아들 (2012년 11월 3일, 토에이) - 도다 마나미 역
- 여름의 끝 (2013년 8월 31일, 클록 워크스) - 주연·토모코 역
- 헬로! 순일 (2014년 2월 15일, 티 조이) - 주연·안나 선생님 역
- 가케코미 여자와 카케다시 남자 (2015년 5월 16일, 쇼치쿠) - 오긴 역
- 우행록: 어리석은 자의 기록 (2017년 2월 18일, 워너 브라더스 영화/오피스 키타노) - 미츠코 역
- 메리와 마녀의 꽃 (2017년) - 빨간머리 마녀 역 (목소리)
- 해변의 삶과 죽음 (2017년) - 도에 역
- 라스트 마일 (2024년) - 후나도 에레나 역

### 드라마
- 울트라맨 맥스 (2005년 7월 ~ 2006년 4월, 주부닛폰 방송) - 에리 역
- 단도리 무스메 (2006년 6월 ~ 8월, 후지 TV) - 아오키 우라라 역
- 붉은 문장 (2006년 10월 ~ 12월, 도카이 TV) - 쓰지 아야코 역
- 브로콜리 (2007년 1월 20일, 후지 TV) - 타치바나 카오리 역
- 돌아온 시효경찰 제3화 (2007년 4월 27일, TV 아사히) - 기요하라 미쓰요 역
- 가면라이더 덴오 제17·18·33화 (2007년 5월 20일·27일·9월 16일, TV 아사히) - 사와다 유카 역
- 여형사 미즈키~교토 라쿠사이서 이야기~ 제3화 (2007년 7월 19일, TV 아사히) - 에토 이즈미역
- 부족한 생활 (2007년 7월 30일, 휴대전화 드라마) - 엑스트라
- 결혼 사기꾼 (2007년 11월 18일, WOWOW) - 후지모토 유카 역
- 빚 여자친구 (2008년 1월, 휴대전화 드라마) - 마츠시타 히사에 역
- 눈동자 (2008년 3월 ~ 9월, NHK) - 하시모토 준코 역
- MAKE THE LAST WISH (2008년 9월, WEB 드라마) - 코이케 미나미·하나 역
- 네오코라! 도쿄 환경 회의 맥주병 편 (2008년 10월 13일, 후지 TV)
- 252 생존자 있음 episode.ZERO (2008년 12월 5일, 닛폰 TV) - 나가미네 유키 역
- 맨☆돌~이케맨 아이돌~ 제10화 (2008년 12월 18일, TV 도쿄) - 핫타이 역
- 원한 해결 사무소 REBOOT 제5화(#9·#10) (2009년 9월 5일·12일, TV 도쿄) - 아오야마 치하루 역
- BLOODY MONDAY (2010년 1월 23일 ~ 3월 20일, TBS) - 시키무라 리사/쿠라노 리사/스파이더 역
- 달의 연인~Moon Lovers~ (2010년 5월 10일 ~ 7월 5일, 후지 TV) - 안자이 리나 역
- 모테키 (2010년 7월 16일 ~ 10월 1일, TV 도쿄) - 나카시바 이츠카 역
- 다자이 오사무 단편 소설집 vol.3 〈카치카치산〉 (2010년 9월 28일, NHK-BS2) - 토끼 역
- 안녕 우리의 유치원 (2011년 3월 30일, 닛폰 TV) - 요시키 역
- 해님 (2011년 4월 ~ 10월, NHK) - 츠츠이(스도) 이쿠코 역
- 그래도, 살아간다 (2011년 7월 7일 ~ 9월 15일, 후지 TV) - 토오야마 후타바 역
- 일중국교정상화 40년 기념 다큐멘터리 드라마 〈개척자들〉 (2012년 1월 1일 ~ 22일, NHK BS 프리미엄) - 아베 하츠 역
- Woman (2013년 7월 3일 ~ 9월 11일, 닛폰 TV) - 주연·아오야기 코하루 역
- 저편의 아이 제2화 (2013년 12월 1일, WOWOW 프라임)
- 젊은이들 2014 (2014년 7월 9일 ~ 9월 24일, 후지 TV) - 사토 히카리 역
- 아버지의 등 제2화 (2014년 7월 20일, TBS) - 아오키 마코토 역
- 미안해 청춘! (2014년 10월 12일 ~ 12월 21일, TBS) - 하치야 리사 역
- 명랑 개구리 뽕키치 (2015년 7월 11일 ~ 9월 19일, 닛폰 TV) - 뿅키치 역 (목소리)
- 시리즈·에도가와 란포 단편집 1925년의 아케치 코고로 (NHK BS 프리미엄) - 주연·아케치 코고로 역
  - 《D언덕의 살인사건》 (2016년 1월 11일)
  - 《심리 시험》 (2016년 1월 23일)
  - 《다락방의 산보자》 (2016년 1월 24일)
- 언젠가 이 사랑을 떠올리면 분명 울어버릴 것 같아 제1·6화 (2016년 1월 18일·2월 22일, 후지 TV) - 오토의 엄마 역
- 토토 텔레비전 (2016년 4월 30일 ~ 6월 11일, NHK) - 주연·쿠로야나기 테츠코 역
- 납치여행 (2016년 8월 2일, NHK) - 노리짱 역
- 콰르텟 (2017년 1월 ~ 3월, TBS) - 세부키 스즈메 역

## 수상
- 2009년도
  - 2009년 몬트리올·판타지아 국제 영화제 최우수 여우상 (《러브 익스포저》)
  - 제1회 TAMA 영화상 최우수 신진 여우상 (《러브 익스포저》 《프라이드》)
  - 제34회 호치 영화상 신인상 (《러브 익스포저》 《쿠히오 대령》 《프라이드》)
  - 제31회 요코하마 영화제 최우수 신인상 (《러브 익스포저》 《쿠히오 대령》 《프라이드》)
  - 제83회 키네마 준보 베스트 10 조연 여우상 (《러브 익스포저》 《쿠히오 대령》 《프라이드》)
  - 제64회 마이니치 영화 콩쿠르 스포니치 그랑프리 신인상 (《러브 익스포저》)
  - 제14회 일본 인터넷 영화 대상 신인상 (《러브 익스포저》 《쿠히오 대령》 《프라이드》)
  - 제64회 일본 방송 영화 예술 대상 영화 부문 우수 신인상 (《러브 익스포저》)
  - 제64회 일본 방송 영화 예술 대상 영화 부문 우수 조연 여우상 (《러브 익스포저》)
  - 제19회 일본 영화 프로페셔널 대상 신인 장려상 (《프라이드》)
  - 제19회 일본 영화 비평가 대상 신인상(코모리 카즈코상) (《러브 익스포저》)
- 2010년도
  - 2010년 몬트리올·판타지아 국제 영화제 최우수 여우상 (《강 바닥에서 안녕하세요》)
  - 제34회 야마지 후미코 영화상 야마지 후미코 신인 여우상 (《악인》)
  - 제32회 요코하마 영화제 주연 여우상 (《파편》 《강 바닥에서 안녕하세요》)
  - 제34회 일본 아카데미상 우수 조연 여우상 (《악인》)
  - 제15회 일본 인터넷 영화 대상 조연 여우상 (《악인》 외)
  - 제65회 일본 방송 영화 예술 대상 영화 부문 우수 주연 여우상 (《강 바닥에서 안녕하세요》)
- 2011년도
  - 2011년 엘란도르상 신인상
  - 제4회 도쿄 드라마 어워드 조연 여우상 (《모테키》 《안녕 우리의 유치원》)
  - 제35회 일본 아카데미상 우수 조연 여우상 (《일명》)
  - 제6회 아시아 필름 어워드 조연 여우상 노미네이트 (《일명》)
  - 제66회 일본 방송 영화 예술 대상 방송 부문 최우수 주연 여우상 (《그래도, 살아간다》)
- 2012년도
  - 제20회 하시다상 신인상 (《그래도, 살아간다》 《해님》 외)
  - 제67회 일본 방송 영화 예술 대상 방송 부문 우수 주연 여우상 (《개척자들》)
  - 제36회 일본 아카데미상 우수 조연 여우상 (《북쪽의 카나리아들》)
- 2013년도
  - 제21회 요미우리 연극 대상 스기무라 하루코상 (《100만 번 산 고양이》 외)
  - 제68회 일본 방송 영화 예술 대상 방송 부문 우수 주연 여우상 (《Woman》)
  - 제68회 일본 방송 영화 예술 대상 영화 부문 우수 주연 여우상 (《여름의 끝》)
  - 2013 53rd ACC CM Festival 크라프트상 텔레비전 CM 부문 연기상 (《칼로리 메이트》 《TOYOTOWN》)
  - 제40회 방송 문화 기금상 연기상 (《Woman》)
- 2014년도
  - 2014년 도쿄 드라마 어워드 주연 여우상 (《Woman》)
  - 제83회 더 텔레비전 드라마 아카데미상 조연 여우상 (《미안해 청춘!》)
- 2015년도
  - 제1회 컨피던스 어워드 드라마상 조연 여우상 (《명랑 개구리 뽕키치》)
  - 제86회 더 텔레비전 드라마 아카데미상 조연 여우상 (《명랑 개구리 뽕키치》)
  - 제39회 일본 아카데미상 우수 조연 여우상 (《가케코미 여자와 가케다시 남자》)
  - 제25회 일본 영화 비평가 대상 조연 여우상 (《가케코미 여자와 가케다시 남자》)
- 2016년도
  - 제4회 컨피던스 어워드 드라마상 주연 여우상 (《도토 텔레비전》)